# Kościół św. Wawrzyńca w Potštejnie
Kościół św. Wawrzyńca w Potštejnie (czes. Kostel sv. Vavřince v Potštejně) – katolicki kościół parafialny zlokalizowany w Czechach, w miejscowości Potštejn (kraj hradecki).

## Historia
Klasycystyczny lub empirowy obiekt jest usytuowany w centrum miejscowości, przy skrzyżowaniu dróg. Stoi na miejscu wcześniejszego, drewnianego kościoła gotyckiego otoczonego cmentarzem. Powstał w latach 1816-1821 (kamień węgielny wmurowano w 1807) według planów J. Kurza i J. Breunnera. Został mocno uszkodzony w 1861, podczas pożaru wywołanego uderzeniem pioruna, kiedy to spłonęła wieża i dach, a także stopiły się dzwony.

## Architektura
Kościół jest murowany, jednonawowy, wzniesiony na rzucie prostokąta. Prezbiterium jest zamknięte półkoliście od wewnątrz, a z zewnątrz poligonalnie. W osi świątyni znajduje się zakrystia od wschodu i wieża od zachodu. Ściany od zewnątrz są zdobione pilastrami z głowicami. Od zachodu znajduje się prostokątny portal z niszami, w których umieszczono rzeźby św. Anny i św. Antoniego Padewskiego.
Nad drzwiami wejściowymi widnieją napisy łacińskie: Fides, Spes, Charita (pol. Wiara, Nadzieja, Łaska).
Z oryginalnego wyposażenia zachował się obraz ołtarzowy przedstawiający św. Wawrzyńca, autorstwa Antonina Machka.
Przy kościele rośnie "Lipa Svobody" posadzona w 1919, kiedy Czechosłowacja uzyskała niepodległość. Stanowi miejsce zbiórek patriotycznych.

## Galeria

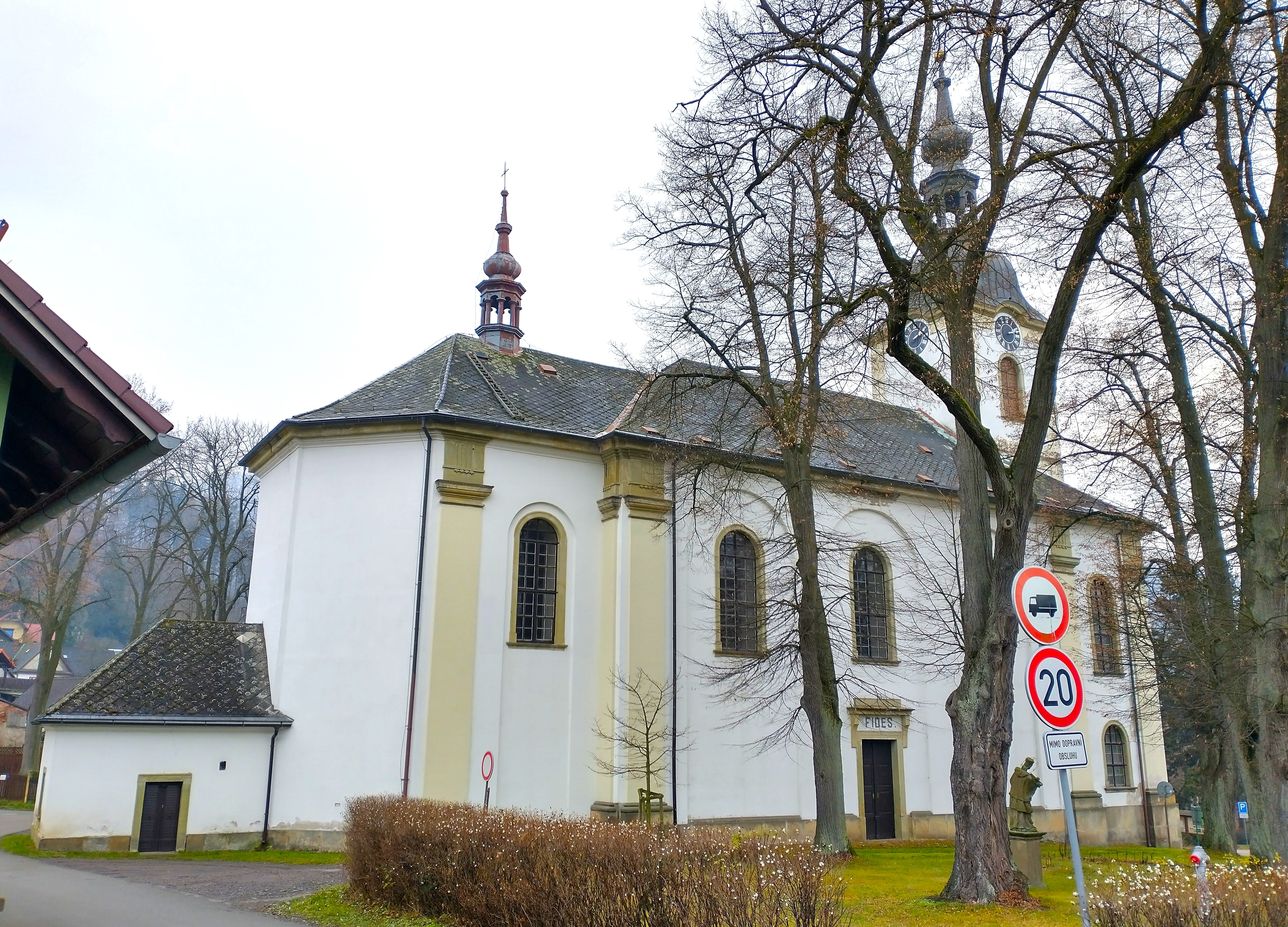
Widok od prezbiterium
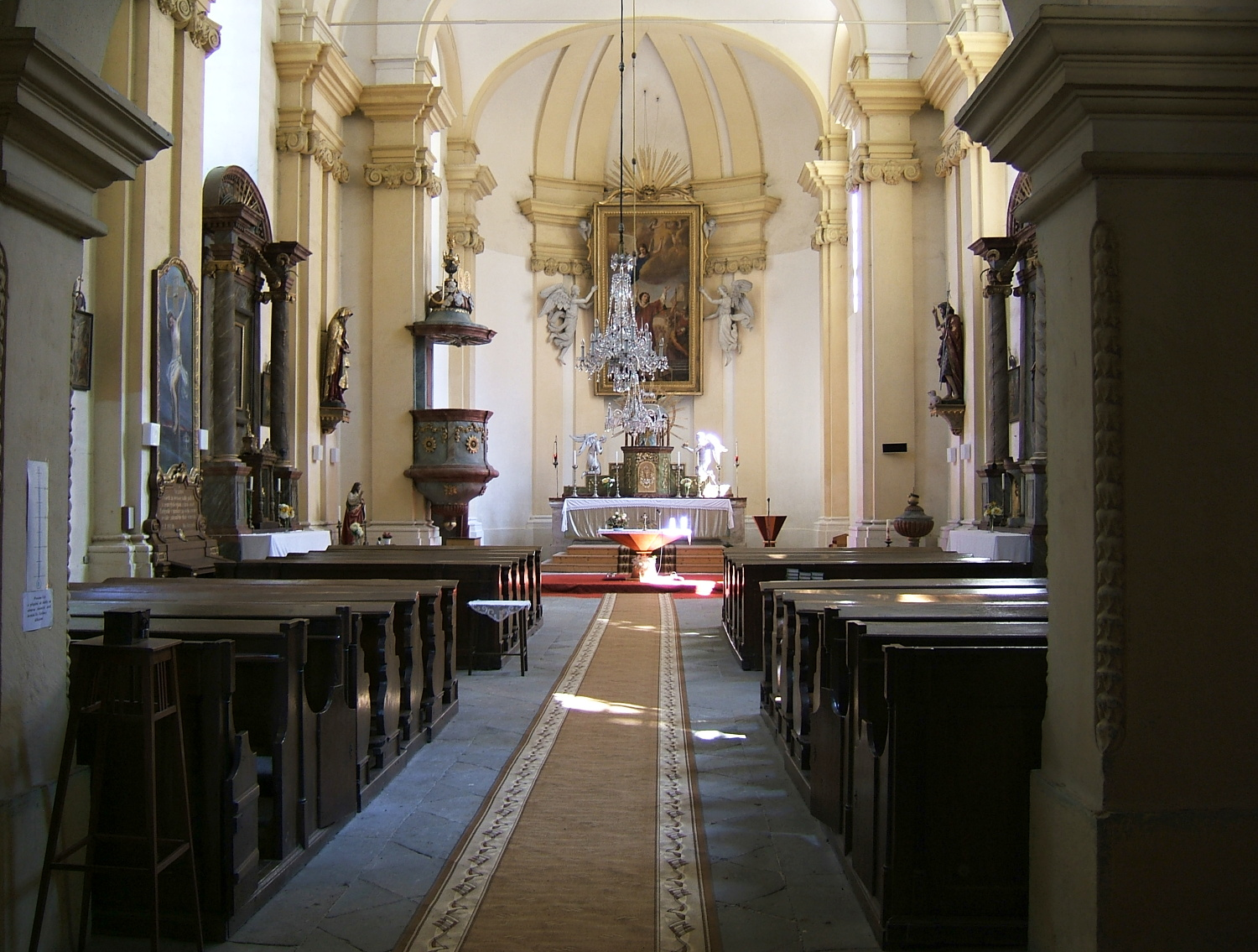
Wnętrze